# Spalding Gray
Spalding Rockwell Gray (ur. 5 czerwca 1941 w Providence, zm. 11 stycznia 2004 w East River) – amerykański aktor i scenarzysta.

## Wczesne lata
Urodził się i dorastał w Providence w stanie Rhode Island jako jeden z trzech synów Margaret Elizabeth „Betty” (z domu Horton) i Rockwell Gray, Sr., robotnika fabrycznego i skarbnika Brown & Sharpe. Miał dwóch braci: Rockwella, Jr. i Channinga. Wychował się w wierze Stowarzyszenia Chrześcijańskiej Nauki jego matki w domu z represjami, depresją i wszelkiego rodzaju nerwicami.
Uczęszczał do Fryeburg Academy w Fryeburg. W 1963 ukończył Emerson College w Bostonie w Massachusetts. W 1965 Gray przeniósł się do San Francisco. W 1967 jego matka w wieku 52 lat popełniła samobójstwo.

## Kariera
W 1967 przeprowadził się do Nowego Jorku, a trzy lata później dołączył do wpływowego eksperymentalnego zespołu reżysera Richarda Schechnera, The Performance Group, gdzie należeli też Willem Dafoe i Elizabeth LeCompte. W 1969 wziął udział w warsztatach w Open Theatre. 
Jego karierę ekranową zapoczątkował udział w filmach porno: Farmer’s Daughters (1975) jako George z Glorią Leonard i Maraschino Cherry (1978).
W 1977 był współzałożycielem The Wooster Group w Nowym Jorku. Dwa lata później wykonał swój pierwszy monolog: Sex and Death at the Age of 14. W latach 1979–1981 był związany z grupą teatralną Performing Garage w SoHo. W 1988 zdobył dwie nominacje do Independent Spirit Awards za najlepszy scenariusz i najlepszy występ w komediodramacie Jonathana Demmego Podróż do Kambodży (Swimming to Cambodia, 1987). 
Jako pisarz i aktor skłonny do poważnych epizodów depresji, w humorystyczny sposób łączył swoje lęki i doświadczenia z przedstawieniami. Często siedział przy biurku mając tylko mikrofon, notatnik i szklankę wody. W ramach tej minimalistycznej estetyki monologi Graya były jednocześnie zabawne, wzruszające i przerażające. Na jego całkowicie autentyczny styl wpływ mieli: Allen Ginsberg, Ramblin 'Jack Elliot i amerykański ruch autobiograficzny. Był autorem scenariuszy, w tym komedii Stevena Soderbergha (1996) według podręcznika anatomii prawidłowej Gray’s Anatomy.

## Życie prywatne
W sierpniu 1991 ożenił się z Renée Shafransky, lecz w 1993 doszło do rozwodu. Rok potem (1994) poślubił Kathleen Russo, z którą miał dwóch synów: Forresta i Theo.
Cierpiał na klaustrofobię. W czerwcu 2001, gdy spędzał wakacje w Irlandii, przeżył wypadek samochodowy, po którym wpadł w głęboką depresję. Rozpacz po wypadku i nieskuteczne próby odzyskania zdrowia spowodowały, że w czerwcu 2002 trafił do szpitala psychiatrycznego. 

## Śmierć
10 stycznia 2004 zgłoszono jego zaginięcie. 7 marca 2004 znaleziono jego ciało w Nowym Jorku w rzece East River. Zmarł w wieku 62 lat śmiercią samobójczą.

## Wybrana filmografia

### Filmy fabularne
- 1984: Pola śmierci jako konsul USA
- 1988: Wariatki jako dr Richard Milstein
- 1988: Serce Clary jako dr Peter Epstein
- 1993: Król wzgórza jako Pan Mungo
- 1993: Dwadzieścia dolców jako ksiądz
- 1994: Zawód: dziennikarz jako Paul Bladden
- 1995: Ucieczka z Rangunu jako Jeremy Watt
- 1996: Diabolique jako Simon Veatch
- 1999: Już nadchodzi jako Pan Jennings
- 2001: Superzioło jako prof. Jackson
- 2001: Kate i Leopold jako dr Geisler

### Seriale TV
- 1997: Saturday Night Live jako narrator Brides
- 1997-98: Pomoc domowa jako dr Jack Miller
- 2000: Will & Grace